# Juncus cooperi
Juncus cooperi là một loài thực vật có hoa trong họ Juncaceae. Loài này được Engelm. mô tả khoa học đầu tiên năm 1868.